# Château de Fresnois
Le château de Fresnois est un château situé à Montmédy, dans la Meuse en région Grand Est.

## Localisation
L'édifice se trouve au nord du département de la Meuse et de la région culturelle et historique de Lorraine, au chemin de Fresnois.

## Historique
Le monument, portant sa date de construction, a été édifié en 1618 par Mathieu d'Awans, lieutenant-gouverneur de Montmédy. Le château de Fresnois et sa terre sont ensuite passés à la famille de Reumont au milieu du XVIIe siècle et fut abandonné en 1874 par Louis d'Ansan d'Egremont et son épouse Louise de Reumont pour bâtir un nouveau château par un architecte parisien en 1877. Puis, il passe aux mains du baron d'Huart après la Première Guerre mondiale qui fit raser le château du XVIIe siècle en 1923, ne gardant que l'orangerie datée du XVIIIe siècle, le portail d'entrée, la porte piétonne ouvrant sur le village, et les terrasses descendant vers la Chiers.

## Description
Les matériaux du gros-œuvre sont le calcaire, la pierre de taille, le moellon et l'enduit. L'élévation intérieure est composée d'un sous-sol et de 2 étages carrés. Le toit est à longs pans. 

## Protection
Les bâtiments de dépendances, y compris le portail du XVIIe siècle, le parc avec ses murs de terrasses, escaliers et bassins, y compris la colonnade et l'orangerie sont inscrits au titre des monuments historiques par arrêté du 9 avril 1990.